# 화성지구 빨강 쌍둥이 아파트
화성지구 빨강 쌍둥이 아파트(영어: Hwasong Area Red Twin Tower)는 조선민주주의인민공화국 평양시에 위치한 마천루이다.

## 같이 보기
- 조선민주주의인민공화국의 마천루 목록
- 평양시의 마천루 목록